# Auguste Maure
Pour les articles homonymes, voir Maure.
Auguste Maure, né le 4 décembre 1840 à Marseille et mort le 3 mars 1907 à Biskra, est un photographe français du XIXe siècle, ayant vécu à Biskra (Algérie) de 1855 à 1907.

## Biographie
Né à Marseille (Bouches-du-Rhône) en 1840, Auguste Maure est originaire par son père (César Augustin Maure) de Barcelonnette (Alpes-de-Haute-Provence). Il est aussi originaire par sa mère (Marie Sophie Bertrand) du village de Cholonge situé dans le canton de La Mure (Isère) où il se rendra régulièrement en famille pour se mettre à l'abri des chaleurs estivales du sud algérien.
Orphelin dès l'âge de 12 ans, Auguste est recueilli en 1852 par sa grand-mère, Marie Bertrand, habitant Cholonge. À la fin des années 1850, il se rend en Algérie pour travailler auprès de son jeune oncle Louis Germain Bertrand, boulanger dans la commune de Lambèse, près de Batna. La famille Bertrand dirigera dès 1863 à El Kantara une auberge-hôtel portant le nom d'hôtel Bertrand et jouissant à cette époque d'une grande renommée.
Germain Bertrand organise dès 1859 la toute première liaison postale par diligence entre Batna et Biskra : les Messageries du Sahara. Auguste Maure prend part à ce service postal, exerçant le métier de courrier. L'hôtel d'El Kantara fait alors fonction de relais de poste et de caravansérail. Cet hôtel, dirigé par la famille Fouquet de 1859 à 1863, accueille les touristes qui empruntent la diligence à destination ou en provenance de Biskra. De nombreux artistes peintres, écrivains et photographes ont ainsi contribué à construire la réputation de ce lieu et de cet hôtel. Le premier client de cette liaison par diligence a été le général Desvaux, commandant la place de Biskra, et connu par ailleurs pour être un grand amateur de photographie.
En 1860, Auguste Maure fonde à Biskra le studio Photographie saharienne. L'année 1867, une épidémie de choléra touche Biskra. Maure, toujours domicilié à Biskra, se réfugie temporairement à Marseille où il se marie avec Magdeleine Louise Sibille, originaire comme lui du canton de La Mure.
En 1870, il devient propriétaire à Biskra d'un immeuble situé au 33 de la rue Berthe. Il y installe le studio Photographie saharienne ainsi que le café des Messageries (vente de bière de Constantine, vins, liqueurs, tabacs). Ce café marque alors le lieu d'arrivée et d'attente de la malle poste en provenance de Batna. En 1873, Auguste Maure exerce à Biskra le métier de crieur et d'afficheur public. Ce rôle officiel déclaré aux autorités locales lui donne l'autorisation d'afficher dans l'espace public des photographies, en particulier en devanture de son établissement. Auguste reporte alors à l'administration militaire[Quoi ?] puisque celle-ci a autorité sur la ville de Biskra jusqu'en 1878.
Selon Paul Pizzaferri, historien de Biskra, « l'arrivée de la malle poste avait lieu sur la place face au café des messageries. Son arrivée dans un nuage de poussière avait un petit air de western à la mode biskrite. C'était l'événement attendu à l'heure de l'apéritif par toute une population en mal de solitude, avide de connaître les dernières nouvelles venant du nord. ». Auguste Maure a ainsi eu l'opportunité de rencontrer les artistes peintres et photographes venus découvrir le sud de l'Algérie empruntant cet unique moyen de locomotion.
Il a eu trois enfants prénommés Marius, Auguste et Joseph. Il décède le 3 mars 1907 à Biskra laissant à son fils aîné Marius Maure la propriété du studio photo. Son fils Auguste Ambroise Maure, né en 1873, assurera à Biskra la gestion d'une librairie, jouxtant le studio photographie de son frère, et d'un petit hôtel (Hôtel-Orient des voyageurs) acquis par son père en 1875. Célestin Joseph Maure, né en 1878, deviendra meunier, héritant en 1907 du moulin acquis par son père en 1878.

## Création du premier studio de Biskra

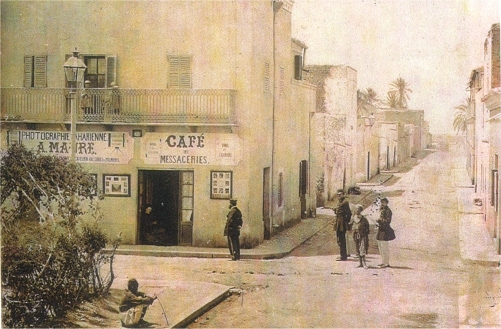
Studio photo Maure - "Photographie Saharienne" - Biskra - c. 1880.

Biskra est une oasis (Reine des Ziban - Arrous-ezzibane) à la porte du Sahara, une station thermale et d'hivernage qui accueille au XIXe siècle des artistes et écrivains comme Oscar Wilde, Anatole France, Bela Bartok. Les œuvres d'André Gide et de Robert Hichens contribuent directement à lui assurer une renommée internationale.
Les photographes Delemotte & Alary sont les premiers à photographier Biskra avec leur daguerréotype, intitulé Minaret en ruine, en mai 1850. Entre 1855 et 1860, des photographes voyageurs, Félix-Jacques Moulin, Paul Jeuffrain, Gustave de Beaucorps, séjournent à Biskra, saisissant les premières séries de clichés du sud de l'Algérie. Auguste Maure est un vescerien, Biskra est la ville qui l'a vu grandir depuis son adolescence et où il a définitivement choisi de vivre et de s'installer.
Auguste Maure appartient à ces artistes formant l'École de Biskra, constituée de peintres tels Eugène Fromentin, Paul Jean Baptiste Lazerges, Eugène Girardet, Gustave Guillaumet, Maurice Bompard ou Étienne Dinet, ainsi que des photographes Émile Frechon, Alexandre Bougault, Rudolf Lehnert ou Marius Maure, son fils ainé.
Auguste Maure fonde la Photographie saharienne dans les années 1860 : le tout premier studio de photographie du sud de l'Algérie. Il devient « le premier artiste-peintre ayant Ateliers » sur Biskra : c'est ainsi que l'on qualifie alors les artistes photographes. En 1870, Auguste acquiert une maison dans la rue Berthe (rue principale de Biskra) et y installe son studio.

## Production photographique
Les instruments photographiques utilisés dans les années 1870-1880 sont lourds, fragiles et sensibles. La forte luminosité ambiante, la chaleur et le sable ne facilitent pas les prises de vues extérieures. Auguste Maure est à l'origine de nombreux clichés illustrant les paysages de Biskra et de ses environs (El Kantara, Tilatou, Sidi Okba, Chetma, Tolga, Touggourt…). Les liens qu'il entretenait avec la population locale lui ont facilité la prise de clichés représentant des modes de vie perpétués depuis l'Antiquité, et aujourd'hui disparus.
Les photographies d'Auguste Maure font partie d'un courant orientaliste naissant, cependant toujours empreintes d'un profond réalisme. Il traite son sujet et ses modèles avec beaucoup de dignité et de respect. Les membres de la tribu des Ouled Nails de Biskra, danseuses et prostituées arabes, portant une tenue, une coiffe et des bijoux incomparables, sont très souvent représentés sur des clichés très appréciés des touristes.

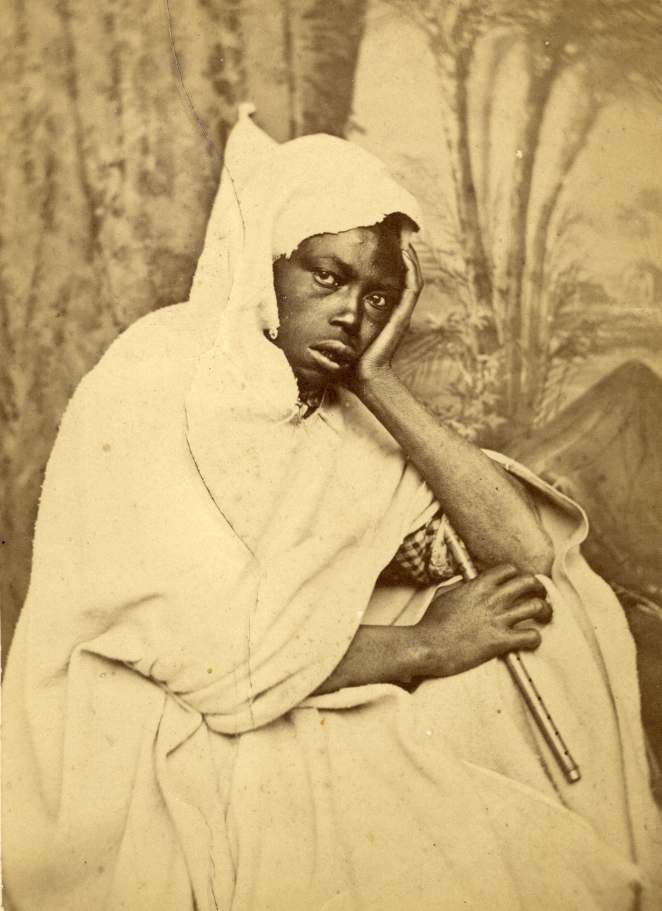
Le joueur de flûte - Biskra - c. 1875.
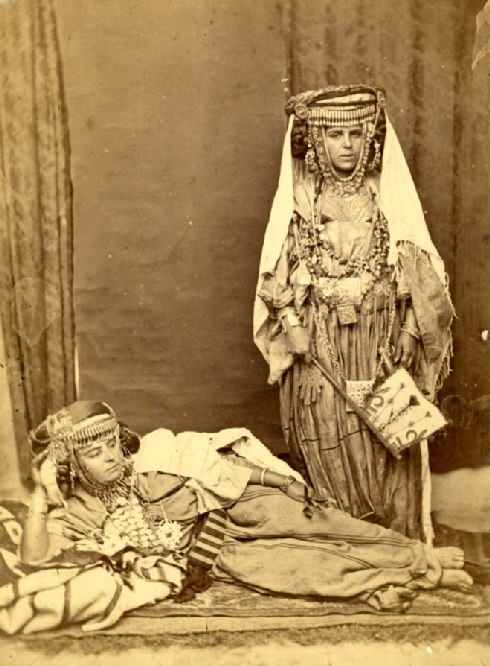
Ouleds nails - Biskra - c. 1875.
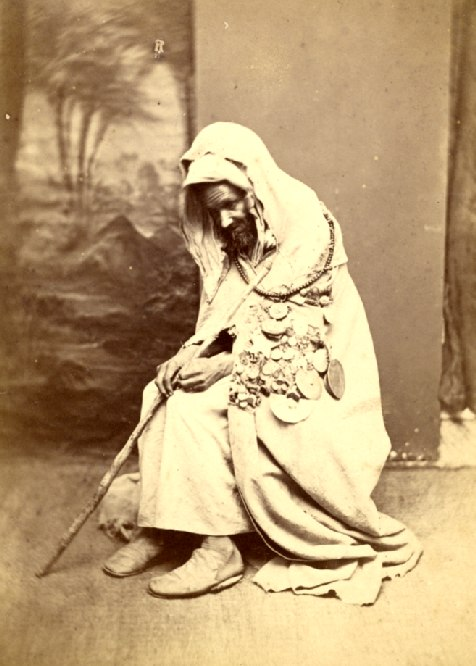
Vieillard algérien - Biskra - c. 1875.
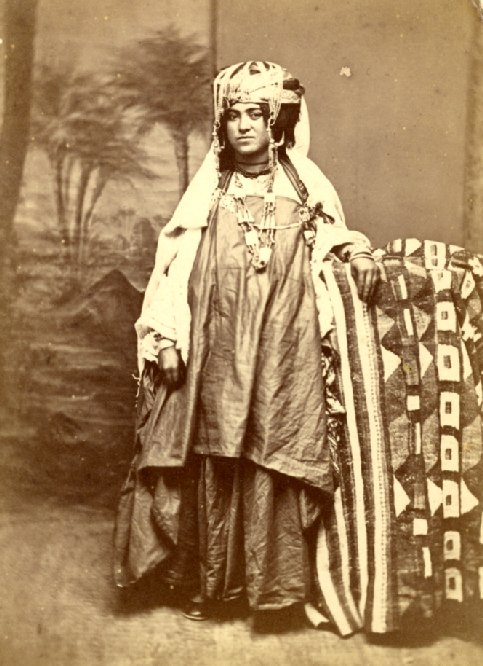
Ouled nail - Biskra - c. 1875.
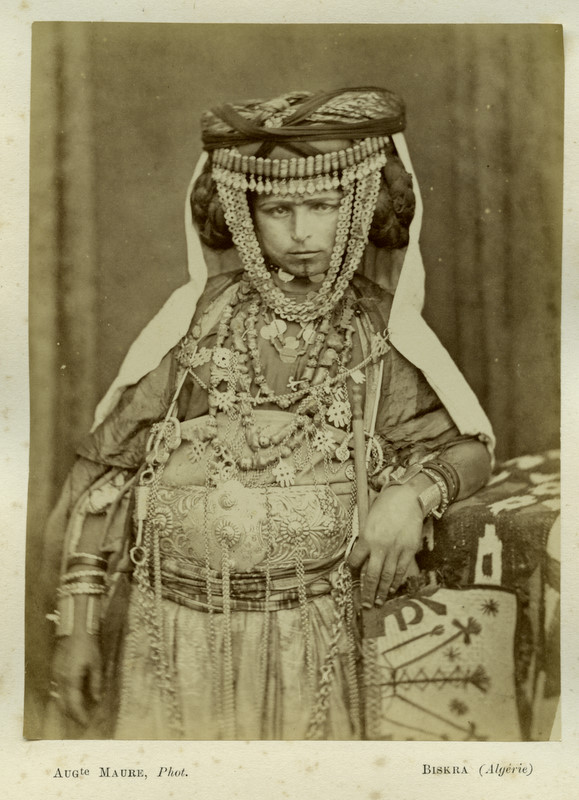
Ouled Nail - Biskra - c. 1875.
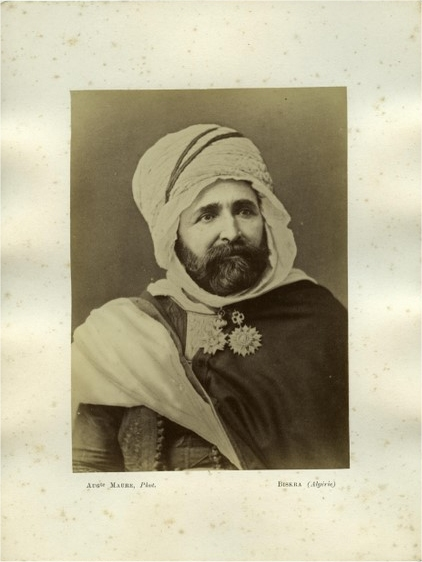
"Si Mohamed Srir Ben Guanah - Caid de Biskra - 1880".
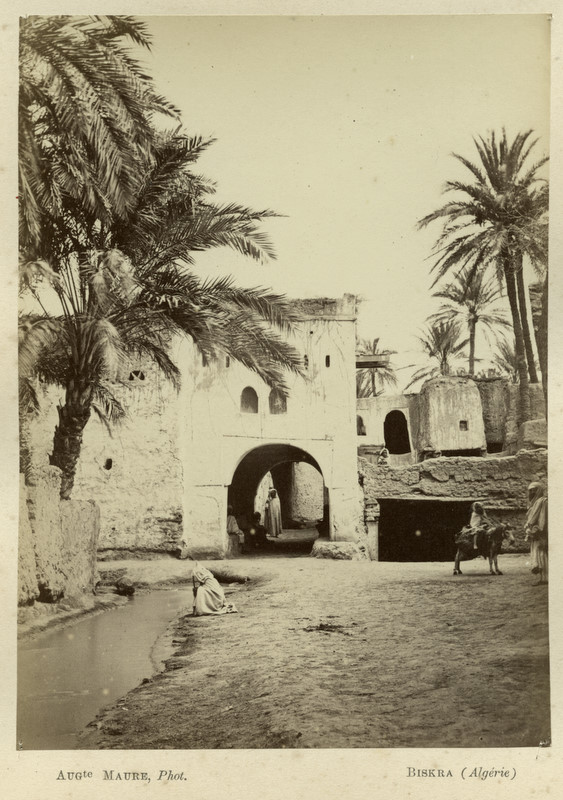
Intérieur de Biskra - c. 1875.
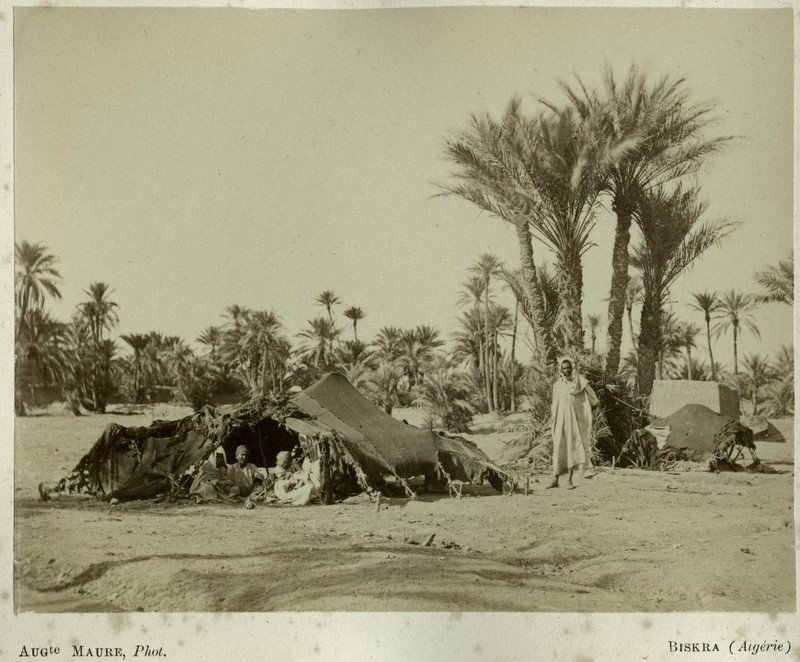
Tente de bédouins - Biskra - c. 1875.

## Publications
- Biskra et ses environs, 78 vues, Notice et un plan, Maure Photographe Biskra, éditions France Album, vers 1900.
- Vues de Biskra, 19 héliographies, Maure Photographe Biskra, éditions ND Phot., vers 1900.
- Guide de Biskra et ses environs, livret touristique contenant un plan détaillé de la ville, éditions Baise & Gouttagny, Lyon, vers 1910.

## Musées
- Kunstkamera, Saint Petersbourg, Russie
- Institut du monde arabe, Paris